# ヒョンチョル
ヒョンチョル（현철、玄哲、1942年6月17日 - 2024年7月15日）は、韓国釜山広域市出身のトロット歌手。トロット四天王のひとり。本貫は晋州姜氏。

## 来歴
1969年にデビュー。デビュー後「ヒョンチョルとミツバチたち」というグループを結成して活動を続けた。
1982年にソロ歌手に転向。1984年に情緒ある歌唱法と優れた歌唱力を武器に「愛は蝶みたい （사랑은 나비인가봐）」でソロ転身後初ヒット。1985年から始まったKBSの歌謡舞台でこの歌を歌ったところ大きな反響を読んだ。また、1987年には5年前に発表した「いつもあなた考え （앉으나 서나 당신생각）」がリビア大水路工事労働者のリクエスト1位になり歌謡舞台リビア公演で歌唱した。そのころから徐々に支持層を確保していきヒット曲を飛ばし人気を得たが、賞を受賞するまでには至らなかった。
1989年、「鳳仙花恋情 （봉선화 연정）」が大ヒット。この年のKBS歌謡大賞を受賞。翌年の「嫌だ嫌だよ （싫다 싫어）」で2年連続KBS歌謡大賞を受賞した。1990年代には6年連続でMBC10大歌手歌謡祭・10大歌手賞を受賞する。
2024年7月15日午後、持病により死去した。82歳没。

## ディスコグラフィ
- 「無情な君 （무정한 그대）」（1969年）
- 「いつもあなた考え （앉으나 서나 당신생각）」（1982年）
- 「愛は蝶みたい （사랑은 나비인가봐）」（1984年）
- 「青春を返してくれ （청춘을 돌려다오）」（1985年）
- 「愛の裏切り者 （사랑의 배신자）」（1986年）
- 「思い出のテヘラン路 （추억의테헤란로）」（1987年）
- 「私の心は星と一緒 （내마음 별과 같이）」（1988年）
- 「鳳仙花恋情 （봉선화 연정）」（1989年）
- 「嫌だ嫌だよ （싫다 싫어）」（1990年）
- 「私の心火を放っておいて （내 마음에 불을 질러 놓고）」（1991年）
- 「見たい女 （보고싶은 여인）」（1993年）
- 「野菊の女 （들국화 여인）」（1994年）
- 「男の涙 （남자의 눈물）」（1996年）
- 「愛の名札 （사랑의 이름표）」（1998年）
- 「愛してます （사랑합니다）」（2001年）
- 「アミセ （아미새）」（2002年）
- 「愛は涙らしい （사랑은 눈물인가봐）」（2004年）
- 「愛が不老草 （사랑이 불로초）」（2006年）
- 「愛のピリオド （사랑의 마침표）」（2008年）
- 「I love you （아이 러브 유）」（2010年）

## 受賞歴

### 歌謡番組1位獲得楽曲
| 年     | 番組                                                      |
| ------ | --------------------------------------------------------- |
| 1990年 | - 鳳仙花恋情 （봉선화 연정） - 1月 8日 ショーネットワーク |

- ソウル歌謡祭7大歌手賞（1970年）
- MBC10大歌手歌謡祭・10大歌手賞（1988年）
- KBS歌謡大賞・大賞（1989年）
- MBC10大歌手歌謡祭・10大歌手賞（1989年）
- ゴールデンディスク賞（1989年）
- 蔚山歌謡大賞（1989年）
- KBS歌謡大賞・大賞（1990年）
- MBC10大歌手歌謡祭・10大歌手賞（1990年）
- ゴールデンディスク賞（1990年）
- 韓国歌謡大賞（1990年）
- ソウル歌謡大賞（1990年）
- ゴールデンディスク賞（1991年）
- ソウル歌謡大賞（1991年）
- MBC10大歌手歌謡祭・10大歌手賞（1991年）
- MBC10大歌手歌謡祭・10大歌手賞（1992年）
- MBC10大歌手歌謡祭・10大歌手賞（1993年）
- MBC10大歌手歌謡祭・10大歌手賞（1994年）
- MBC10大歌手歌謡祭・10大歌手賞（1995年）
- MBC10大歌手歌謡祭・10大歌手賞（1996年）
- 国務総理賞（1998年）
- 国民勲章（1999年）
- 21世紀韓国人賞（2004年）
- 歌手の日・特別功労賞（2006年）
- 文化芸能大賞（2009年）
- 韓国伝統歌謡大賞（2009年）
- 大韓民国芸能芸術賞・功労友情賞（2010年）
- 大韓民国芸能文化賞成人歌謡部門大賞（2011年）